# 22 maart
22 maart is de 81ste dag van het jaar (82ste dag in een schrikkeljaar) in de gregoriaanse kalender. Hierna volgen nog 284 dagen tot het einde van het jaar.

## Gebeurtenissen
- Algemeen
  - 1813 - Johann Ludwig Burckhardt ontdekt de Grote Tempel te Aboe Simbel in Egypte.
  - 1886 - Eerste Belgische auteurswet.[1]
  - 1933 - Het concentratiekamp Dachau wordt geopend.
  - 1933 - President Roosevelt gelast een eind te maken aan de (mislukte) drooglegging in de Verenigde Staten.
  - 1990 - Kapitein Hazelwood van de olietanker Exxon Valdez, die in 1989 voor de kust van Alaska een milieuramp veroorzaakte, wordt veroordeeld tot 1000 uur meehelpen bij de schoonmaak van de vervuilde stranden.
  - 2016 - Luchthaven Zaventem bij Brussel en een metrostel bij metrostation Maalbeek worden getroffen door bomaanslagen, gepleegd door zelfmoordterroristen. IS claimt de aanslagen.
  - 2017 - Terroristische aanslag in Londen. Hierbij komen zes mensen om het leven (onder wie de dader) en raken er 40 mensen gewond. De dader reed met een auto op Westminster Bridge op mensen in, stak bij het Britse parlement een agent dood en werd zelf neergeschoten door de politie. Op dat moment vond in het lagerhuis een vergadering over de Brexit plaats.
  - 2024 - Bij een grote terreuraanslag op de concertzaal Crocus City Hall in de Russische stad Krasnogorsk, dichtbij Moskou, vallen honderden dodelijke en gewonde slachtoffers. Islamitische Staat eist de aanslag op. Anonieme Amerikaanse functionarissen bevestigen de claim.[2]
  - 2024 - In de Braziliaanse deelstaat Rio de Janeiro valt 270 mm regen in een dag tijd. Door de talrijke incidenten, zoals aardverschuivingen en het instorten van huizen als gevolg van de regenval, verliezen zeker negen mensen hun leven. Met name de stad Petrópolis wordt zwaar getroffen.[3]
  - 2024 - Het westen van Cuba wordt getroffen door zware regenval en hagelbuien. In de provincies Pinar del Rio, Artemisa, Mayabeque, Matanzas en met name in Havana, waar meer dan 300 mm neerslag in een dag tijd wordt gemeten, hebben in totaal meer dan 260000 huishoudens te kampen met stroomuitval. Er is op uitgebreide schaal schade en er zijn overstromingen en aardverschuivingen.[4]
- Media
  - 1887 - De eerste editie van de Colombiaanse krant El Espectador verschijnt.
  - 1895 - Eerste film wordt gedraaid in een privévoorstelling van de gebroeders Lumière.
  - 1945 - Laatste filmvertoning van Die Deutsche Wochenschau, het bioscoopjournaal uit Nazi-Duitsland.
  - 1988 - De regering in Zuid-Afrika legt het oppositionele weekblad New Nation een verschijningsverbod op van drie maanden. Het is de eerste keer dat op grond van de noodtoestand een krant een verschijningsverbod krijgt opgelegd.
  - 1998 - Kees van Kooten en Wim de Bie kondigen het einde aan van hun samenwerking op de Nederlandse tv.
  - 2013 - Hardrock-band My Chemical Romance gaat uit elkaar.
- Muziek
  - 1975 - Teach-In wint in Stockholm, Zweden, het 20e Eurovisiesongfestival met het liedje "Ding-a-dong".[5]
  - 2009 - Kathleen Aerts kondigt tijdens een persconferentie aan dat ze de Belgische meidengroep K3 gaat verlaten. Studio 100 maakt bekend dat er een opvolgster gezocht gaat worden.[5]
- Oorlog
  - 1999 - Secretaris-generaal Kofi Annan van de Verenigde Naties roept Servië op om de militaire activiteiten in de omstreden provincie Kosovo onmiddellijk te stoppen.
- Politiek
  - 1621 - Hugo de Groot ontsnapt in een boekenkist uit Slot Loevestein.
  - 1888 - Onder veenarbeiders in Appelscha breekt een grote staking uit; begin van de georganiseerde stakingen in Nederland.
  - 1917 - De Verenigde Staten erkennen als eerste de voorlopige Russische regering na de val van de tsaar.
  - 1945 - In Caïro wordt de Arabische Liga opgericht.
  - 1946 - Jordanië (toen Transjordanië) wordt onafhankelijk van Groot-Brittannië.
  - 1977 - Het kabinet-Den Uyl valt.
  - 1979 - De Britse ambassadeur Richard Sykes wordt in Den Haag vermoord door IRA-leden.
  - 1983 - Chaim Herzog wordt gekozen als president van Israël.
  - 2012 - Militairen in Mali plegen een staatsgreep tegen president Amadou Toumani Touré.
- Recreatie
  - 2008 - In het Walt Disney Studios Park wordt de attractie Stitch Live! geopend.
  - 2015 - Opening van Plopsaqua in De Panne. Het is het zesde Plopsa-park.
- Religie
  - 1312 - Paus Clemens V heft de Orde van de Tempeliers op.
  - 1673 - In Engeland wordt de Test Act aangenomen, vooral bedoeld om katholieken te weren in openbare functies.
  - 1803 - Oprichting van het Apostolisch vicariaat Breda in Nederland.
  - 1962 - Benoeming van Gerardus de Vet tot bisschop van Breda in Nederland.
  - 2005 - Verheffing van de rooms-katholieke Missio sui juris Oezbekistan tot Apostolische administratie Oezbekistan.
- Sport
  - 1981 - HGC uit Wassenaar schrijft geschiedenis bij zijn 75-jarig bestaan door als eerste hockeyclub bij zowel de mannen (in 1973) als de vrouwen (1981) uit te komen in de hoogste afdeling van de Nederlandse hockeycompetitie, de hoofdklasse.
- Wetenschap en technologie
  - 1905 - Willem Einthoven neemt met zijn snaargalvanometer het eerste elektrocardiogram op.
  - 1960 - Arthur Schawlow en Charles Townes verkrijgen patent op de laser.
  - 1995 - Kosmonaut Valeri Poljakov keert terug na een record van 438 dagen in de ruimte.
  - 1997 - Dichtste nadering van de Aarde door de heldere komeet Hale-Bopp tijdens deze verschijning.[6]
  - 2023 - De periodieke komeet C/2022 Y2 (Lemmon) bereikt het perihelium van zijn baan rond de zon tijdens deze verschijning.[7]
  - 2023 - Lancering met een Kuaizhou 1A raket van ExPace vanaf lanceerbasis Jiuquan site 95 van de Tianmu-1 03-06 missie met vier Chinese weersatellieten.[8]

## Geboren

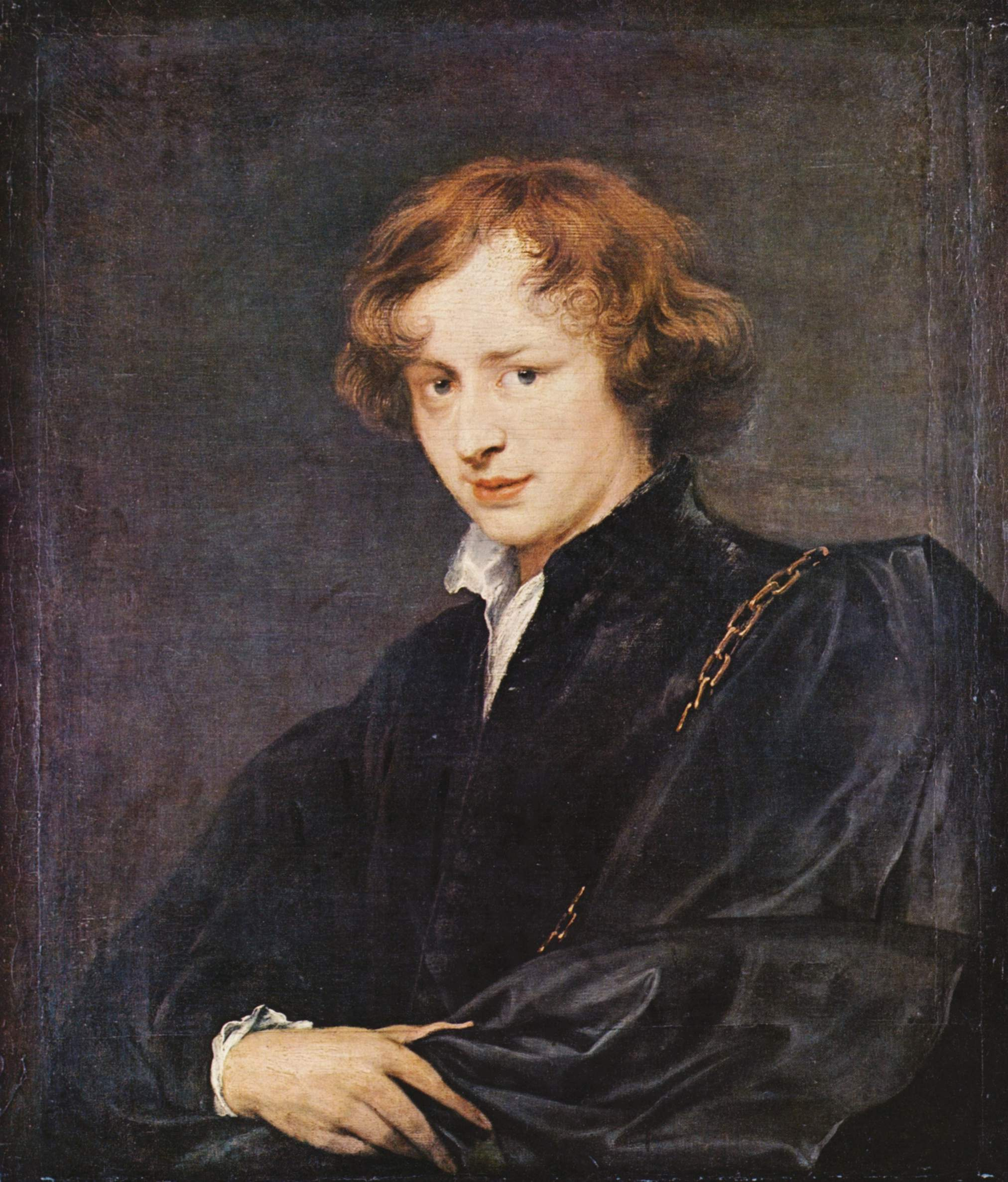
Antoon van Dyck
geboren in 1599

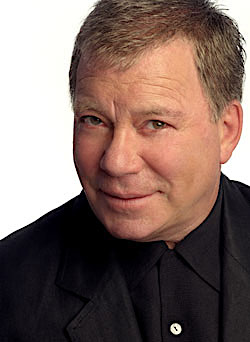
William Shatner
geboren in 1931

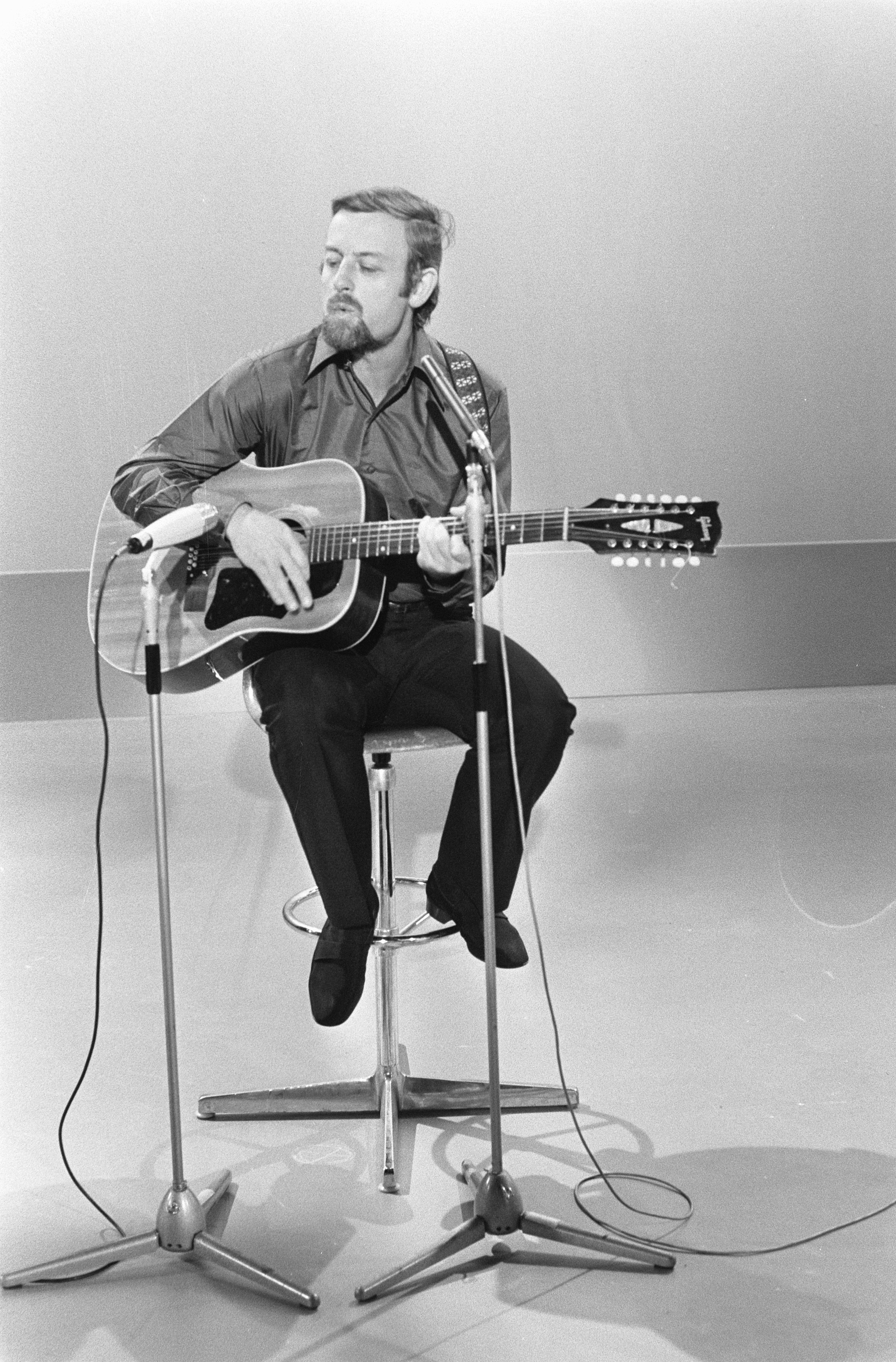
Roger Whittaker
geboren in 1936

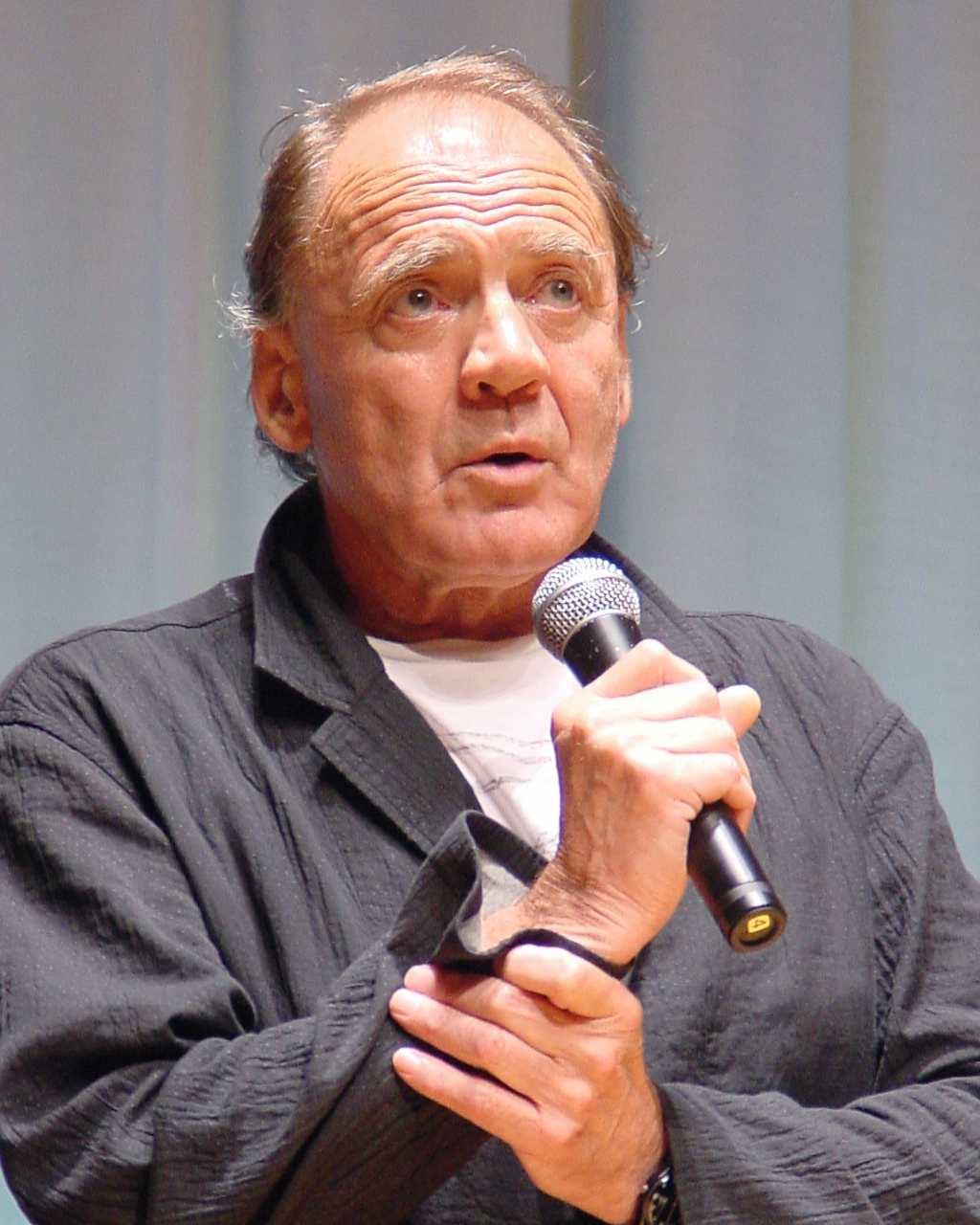
Bruno Ganz
geboren in 1941

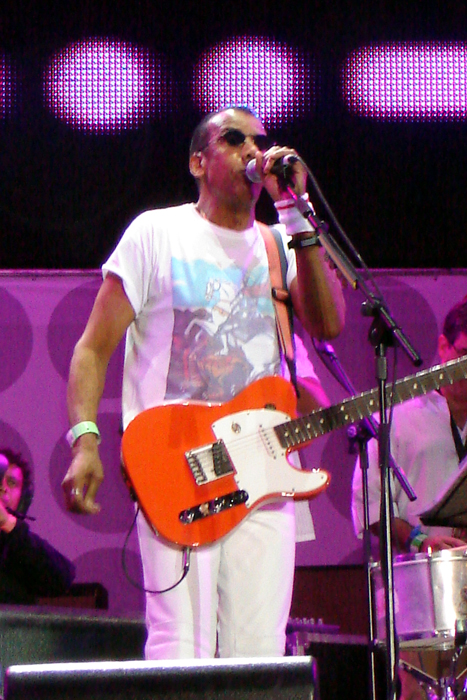
Jorge Ben Jor
geboren in 1941

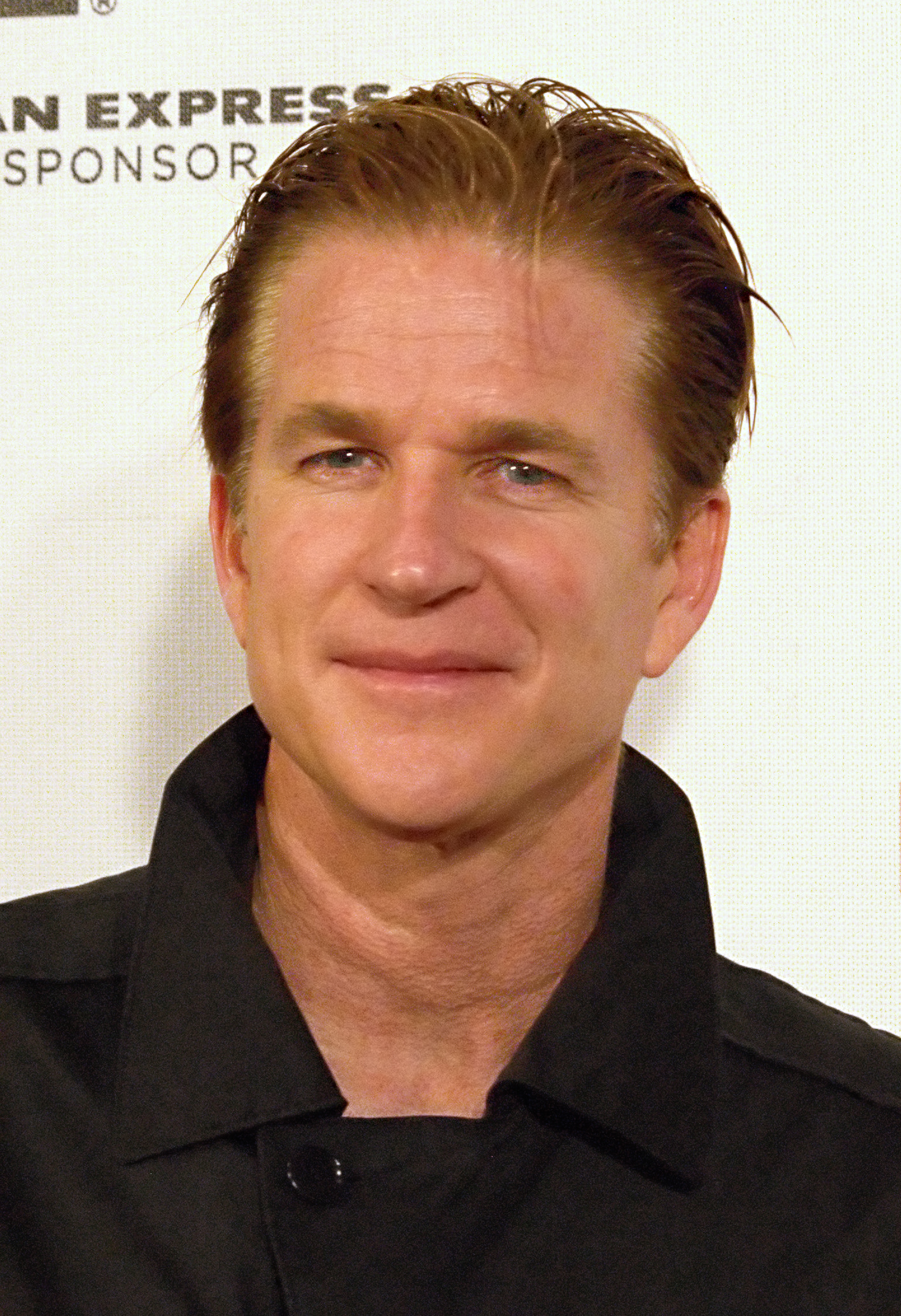
Matthew Modine
geboren in 1959

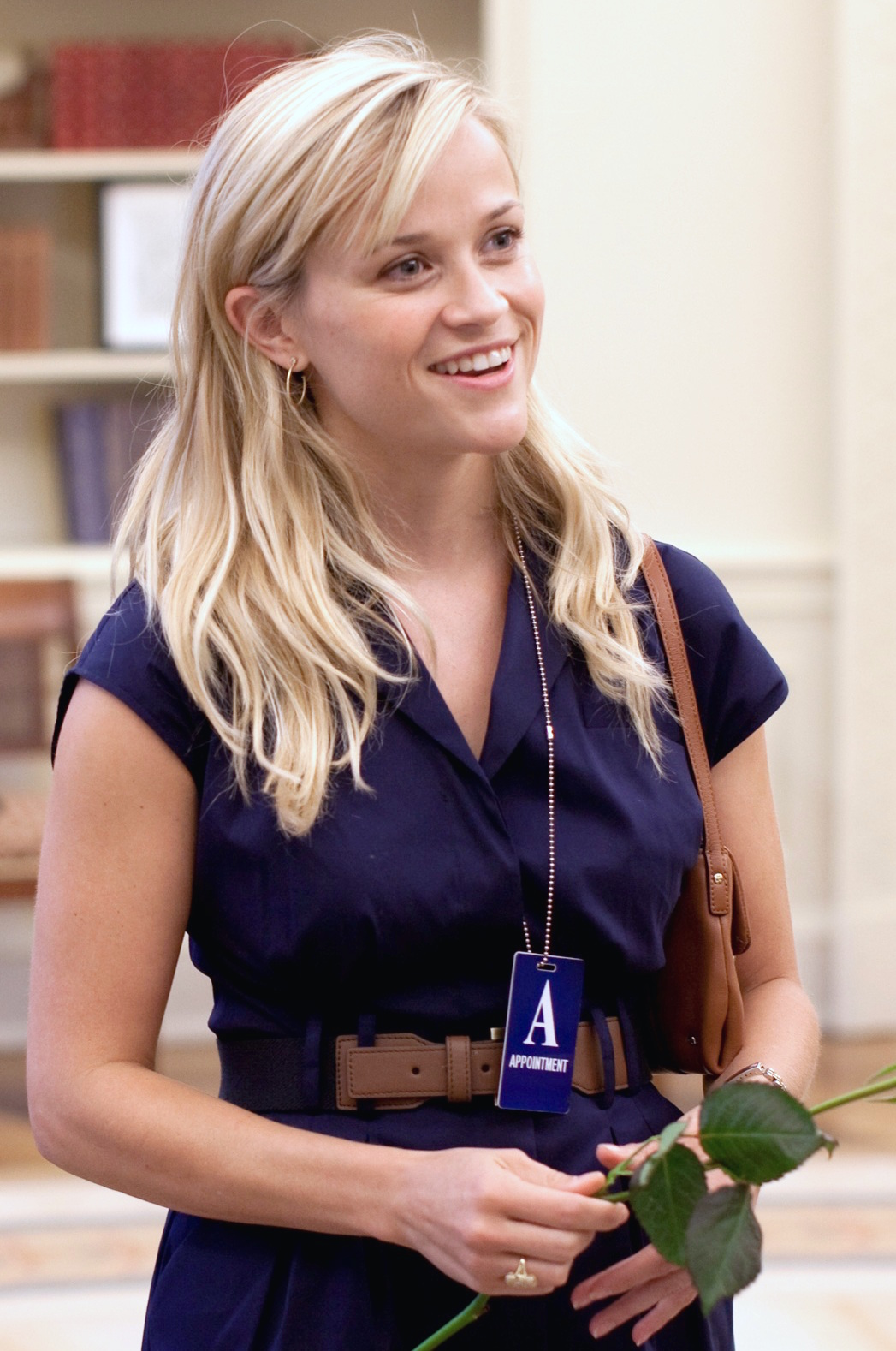
Reese Witherspoon
geboren in 1976

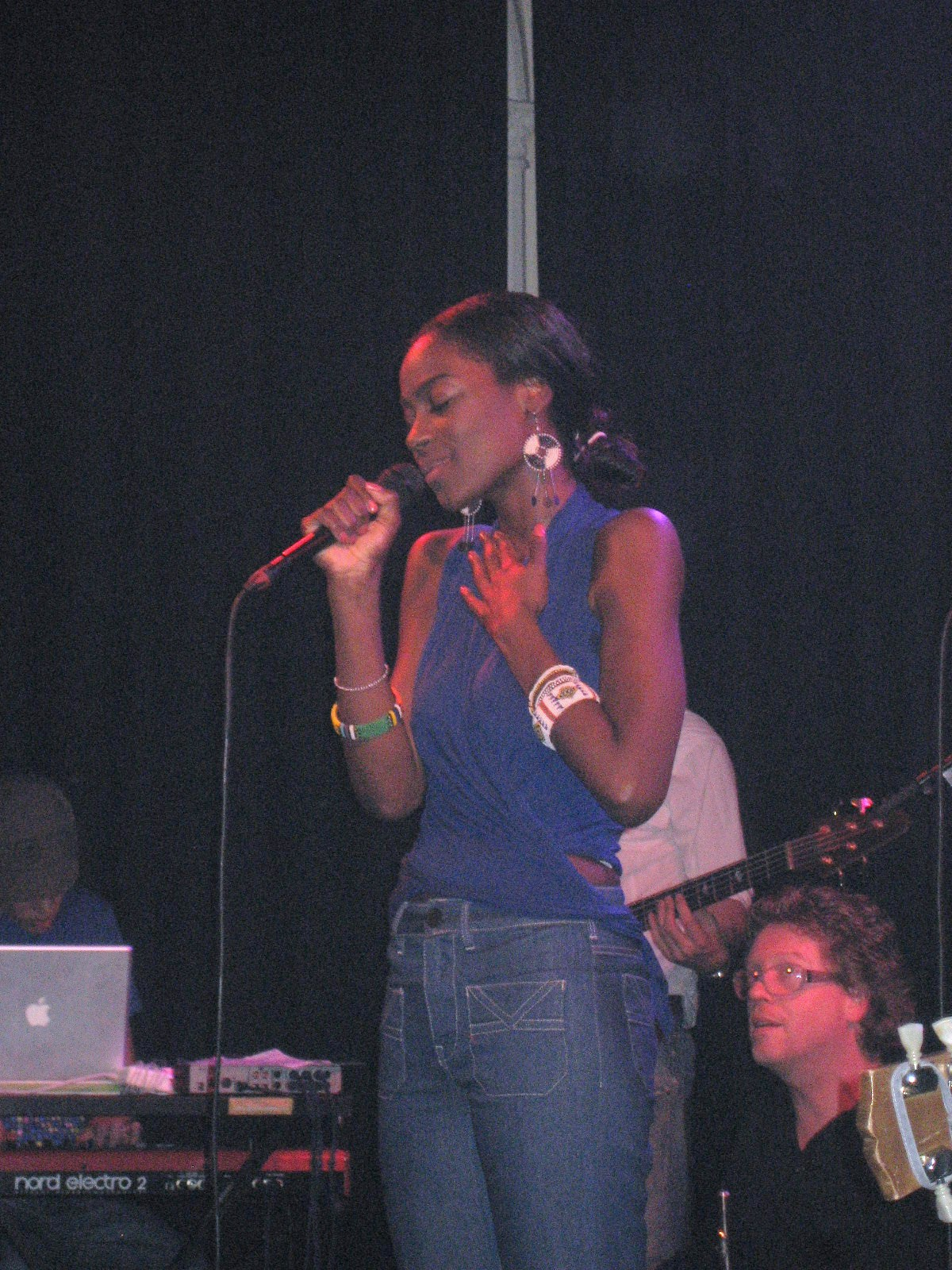
Giovanca Ostiana
geboren in 1977

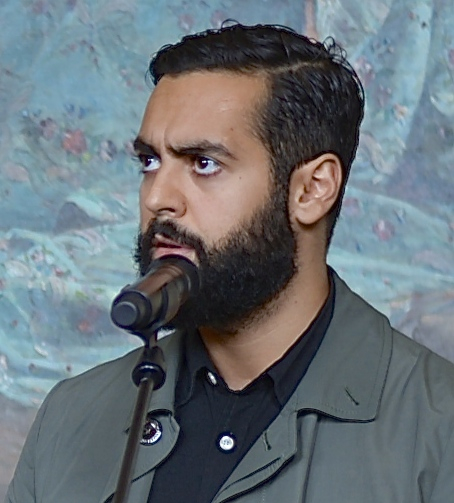
Ardalan Esmaili
geboren in 1986

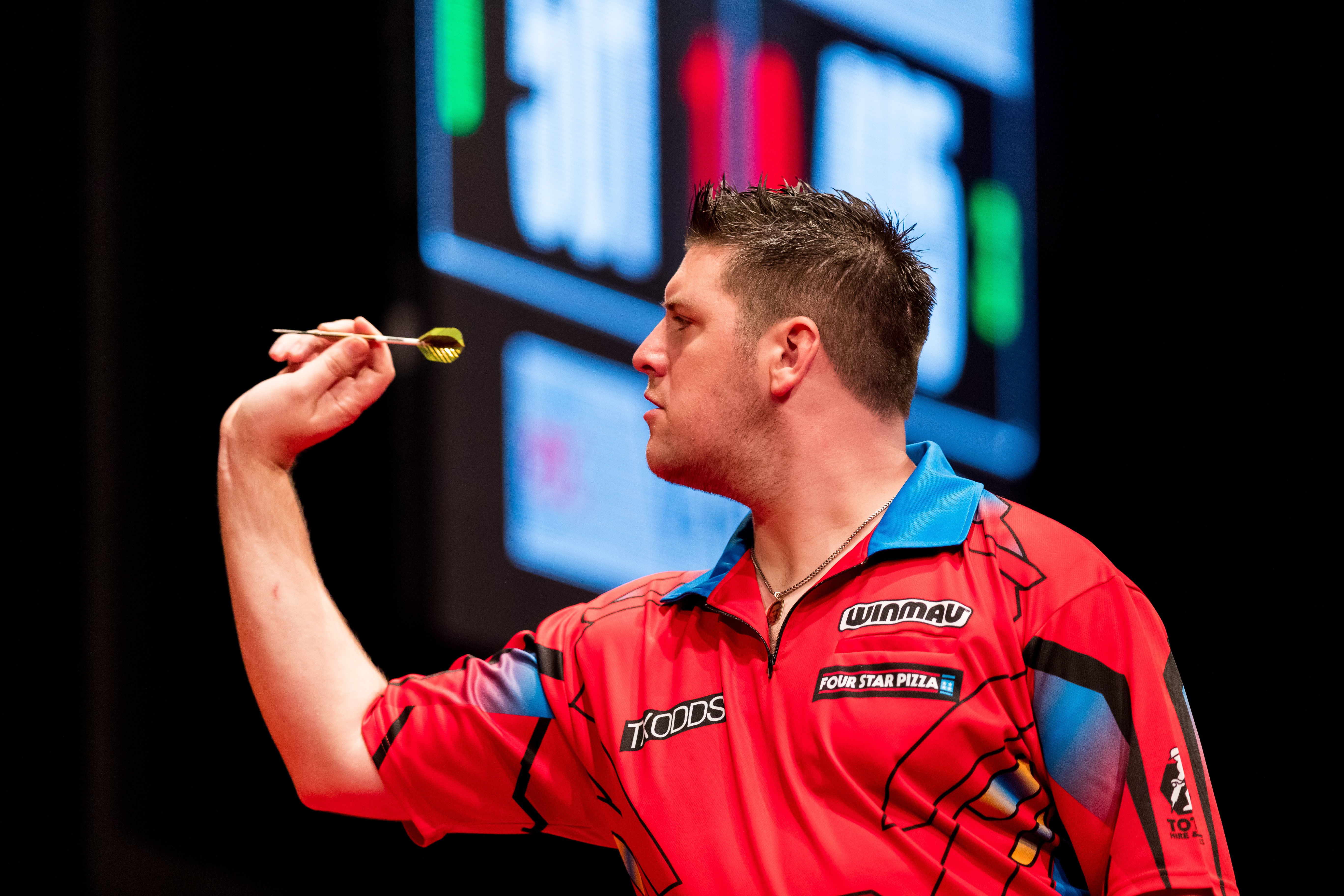
Daryl Gurney
geboren in 1986

- 841 - Bernard Plantevelue, Frankisch graaf (overleden 885)
- 1407 - Ulug Bey, Perzisch astronoom (overleden 1449)
- 1459 - Keizer Maximiliaan I, Duits keizer en aartshertog van Oostenrijk (overleden 1519)
- 1599 - Antoon van Dyck, Belgisch schilder (overleden 1641)
- 1712 - Edward Moore, Engels (toneel)schrijver (overleden 1757)
- 1746 - Gerard van Spaendonck, Nederlands kunstschilder (overleden 1822)
- 1787 - Barthold Henrik Lulofs, Nederlands hoogleraar, schrijver en dichter (overleden 1849)
- 1794 - Frederick Irwin, waarnemend gouverneur van West-Australië (overleden 1860)
- 1797 - Wilhelm I, Koning van Pruisen en Duits keizer (overleden 1888)
- 1832 - Joannes Romme, Nederlands missionaris in Suriname (overleden 1889)
- 1857 - Paul Doumer, president van Frankrijk (overleden 1932)
- 1857 - Arnold Sauwen, Belgisch dichter (overleden 1938)
- 1858 - Hans Meyer, Duits geograaf (overleden 1929)
- 1861 - Joseph Willem Jan Carel Marie van Nispen tot Sevenaer, Nederlands politicus (overleden 1917)
- 1869 - Emilio Aguinaldo, Filipijns president (overleden 1964)
- 1873 - Jo Bauer-Stumpff, Nederlands schilderes en tekenares (een der Amsterdamse Joffers) (overleden 1964)
- 1878 - Jean Strauwen, Belgisch componist, muziekpedagoog en dirigent (overleden 1947)
- 1878 - Michel Théato, Luxemburgs atleet (overleden 1919)
- 1882 - Henri van Wermeskerken, Nederlands schrijver en journalist (overleden 1937)
- 1886 - Jimmy Speirs, Schots voetballer (overleden 1917)
- 1887 - Chico Marx, Amerikaans komiek (overleden 1964)
- 1892 - Johannes Frießner, Duits generaal (overleden 1971)
- 1892 - Riek Lotgering-Hillebrand, Nederlands radiopresentatrice (overleden 1984)
- 1906 - Arthur Winston, Amerikaans "Werknemer van de Eeuw" (overleden 2006)
- 1912 - Leslie Johnson, Brits autocoureur (overleden 1959)
- 1912 - Karl Malden, Amerikaans acteur (overleden 2009)
- 1916 - Joop van Elsen, Nederlands militair, politicus en verzetsstrijder (overleden 2006)
- 1917 - Josephine van Gasteren, Nederlands actrice (overleden 1989)
- 1918 - Edward Van Dijck, Belgisch wielrenner (overleden 1977)
- 1920 - Josip Manolić, Kroatisch politicus (overleden 2024)
- 1921 - Hans Erik Ras, president van de Hoge Raad der Nederlanden (overleden 2008)
- 1921 - Norbert Schmelzer, Nederlands politicus (overleden 2008)
- 1922 - Marià Gonzalvo, Spaans voetballer (overleden 2007)
- 1923 - Marcel Marceau, Frans mimespeler (overleden 2007)
- 1927 - Karl Hardman, Amerikaans filmproducent en acteur (overleden 2007)
- 1929 - Fred Anderson, Amerikaans saxofonist (overleden 2010)
- 1929 - Mort Drucker, Amerikaans cartoonist (overleden 2020)
- 1929 - Yayoi Kusama, Japans beeldhouwster/pop-art artieste
- 1930 - Pat Robertson, Amerikaans evangelist (overleden 2023)
- 1930 - Stephen Sondheim, Amerikaans componist en tekstschrijver (overleden 2021)
- 1931 - Burton Richter, Amerikaans natuurkundige en Nobelprijswinnaar (overleden 2018)
- 1931 - William Shatner, Amerikaans acteur
- 1932 - Els Borst, Nederlands politicus (overleden 2014)
- 1933 - Theo Bakkers, Nederlands politicus (overleden 2024)
- 1933 - Michel Hidalgo, Frans voetballer en voetbalcoach (overleden 2020)
- 1934 - Bola Ajibola, Nigeriaans politicus en rechter (overleden 2023)
- 1934 - Orrin Hatch, Amerikaans Republikeins politicus (overleden 2022)
- 1934 - Leo Mariën, Belgisch atleet (overleden 2018)
- 1935 - Jan Dahrs, Nederlands voetballer en trainer (overleden 2024)
- 1935 - Bertil Johansson, Zweeds voetballer en voetbaltrainer (overleden 2021)
- 1935 - M. Emmet Walsh, Amerikaans acteur (overleden 2024)
- 1936 - Eddy Grootes, Nederlands hoogleraar historische letterkunde (overleden 2020)
- 1936 - Roger Whittaker, Brits zanger (overleden 2023)
- 1937 - Angelo Badalamenti, Amerikaans filmmuziekcomponist (overleden 2022)
- 1937 - Georges Groussard, Frans wielrenner
- 1937 - Armin Hary, Duits atleet
- 1937 - Jon Hassell, Amerikaans musicus en jazztrompettist (overleden 2021)
- 1937 - Emerich Jenei, Roemeens voetballer en voetbalcoach
- 1938 - Cameron B. Kepler, Amerikaans ornitholoog en bioloog van wilde dieren
- 1938 - Joop Tinkhof, Nederlands volleybalinternational
- 1939 - Frans Schoofs, Nederlands tafeltennisser (overleden 2004)
- 1940 - Theo Kars, Nederlands schrijver en vertaler (overleden 2015)
- 1941 - Jaap Advocaat, Nederlands voetballer (overleden 2023)
- 1941 - Bruno Ganz, Zwitsers acteur (overleden 2019)
- 1943 - George Benson, Amerikaans jazzmuzikant
- 1943 - Lynn Burke, Amerikaans zwemster
- 1943 - Germaine Groenier, Nederlands programmamaakster, regisseuse, (scenario)schrijfster (overleden 2007)
- 1943 - Anderson Mazoka, Zambiaans politicus (overleden 2006)
- 1943 - Ria van Velsen, Nederlands zwemster
- 1944 - Tony McPhee, Brits bluesgitarist en zanger (overleden 2023)
- 1945 - Jorge Ben Jor, Braziliaans zanger en componist
- 1945 - Willem Breedveld, Nederlands journalist (overleden 2010)
- 1945 - Guus Hoes, Nederlands acteur (overleden 1986)
- 1945 - Eric Roth, Amerikaans scenarioschrijver
- 1945 - Paul Schockemöhle, Duits springruiter
- 1946 - Max van den Berg, Nederlands politicus
- 1946 - Rivka Golani, Canadees altvioliste
- 1946 - Ruud Schaap, Nederlands gitarist en zanger
- 1946 - Harry Vanda, Australisch-Nederlands muzikant en producer
- 1947 - Maarten van Gent, Nederlands basketbalcoach, manager, scout en ondernemer (overleden 2025)
- 1948 - Andrew Lloyd Webber, Brits musicus en componist
- 1949 - Fanny Ardant, Frans actrice en regisseuse
- 1950 - Jocky Wilson, Schots darter (overleden 2012)
- 1952 - Guusje ter Horst, Nederlands bestuurder en politica
- 1952 - Henk Schiffmacher, Nederlands tatoeëerder
- 1953 - Peter McEvoy, Engels golfspeler en golfbaanarchitect (overleden 2025)
- 1954 - Herman Helleputte, Belgisch voetballer en voetbaltrainer
- 1954 - Peter Looijesteijn, Nederlands motorcoureur (overleden 2012)
- 1955 - Martin Hoffmann, Oost-Duits voetballer
- 1956 - Ludo Claesen, Belgisch musicus en dirigent
- 1956 - Maria Teresa Mestre, Groothertogin van Luxemburg
- 1956 - Lena Olin, Zweeds actrice
- 1957 - Stephanie Mills, Amerikaans zangeres
- 1958 - Astrid Joosten, Nederlands televisiepresentatrice
- 1959 - Matthew Modine, Amerikaans acteur, producent en regisseur
- 1961 - Pascal Garibian, Frans voetbalscheidsrechter
- 1962 - Teun van Vliet, Nederlands wielrenner
- 1963 - Isabelle De Bruycker, Belgisch atlete
- 1963 - Frank Drost, Nederlands zwemmer
- 1963 - Oleh Koeznetsov, Oekraïens voetballer en trainer
- 1963 - Stefan Pettersson, Zweeds voetballer
- 1963 - Susan Ann Sulley, Engels zangeres The Human League
- 1965 - Ice MC, Brits rapper
- 1966 - Terry Borcheller, Amerikaans autocoureur
- 1966 - Eric Bruskotter, Amerikaans acteur
- 1966 - Adam Bžoch, Slowaaks literatuurwetenschapper, germanist en vertaler
- 1966 - Pia Cayetano, Filipijns senator
- 1966 - Hans Kelderman, Nederlands roeier
- 1966 - Frank Klawonn, Duits roeier
- 1966 - António Pinto, Portugees atleet
- 1966 - Max Richter, Brits componist en pianist
- 1967 - Mario Cipollini, Italiaans wielrenner
- 1967 - Bernie Gallacher, Schots voetballer (overleden 2011)
- 1968 - Øystein Aarseth (Euronymous), Noorse black metalgitarist
- 1969 - Evert Hingst, Nederlands jurist en fiscalist (overleden 2005)
- 1970 - Leontien van Moorsel, Nederlands wielrenster
- 1971 - Annick Boer, Nederlands musical- en televisieactrice
- 1971 - Steve Hewitt, Brits drummer
- 1972 - Cory Lidle, Amerikaans honkballer (overleden 2006)
- 1972 - Prins Pieter-Christiaan van Oranje-Nassau, Van Vollenhoven, derde zoon van Prinses Margriet en Mr. Pieter van Vollenhoven
- 1972 - Malcolm Page, Australisch zeiler
- 1972 - Katja Retsin, Belgisch omroepster en presentatrice
- 1972 - Christophe Revault, Frans voetballer (overleden 2021)
- 1972 - Åsa Romson, Zweeds politica
- 1972 - Elvis Stojko, Canadees kunstrijder op de schaats
- 1973 - Beverley Knight, Brits soulzangeres
- 1973 - Lee Troop, Australisch atleet
- 1974 - Philippe Clement, Belgisch voetballer
- 1974 - Jasper van Overbruggen, Nederlands acteur
- 1975 - Jiří Novák, Tsjechisch tennisser
- 1975 - Ludovic Turpin, Frans wielrenner
- 1976 - Teun de Nooijer, Nederlands hockeyer
- 1976 - Reese Witherspoon, Amerikaans actrice
- 1977 - Giovanca Ostiana (Giovanca), Nederlands zangeres
- 1977 - Vadym Malachatko, Oekraïens schaker (overleden 2023)
- 1977 - Barry Veneman, Nederlands motorcoureur
- 1979 - Staņislavs Olijars, Lets atleet
- 1979 - Minke Smabers, Nederlands hockeyster
- 1981 - Emilio Guzman, Nederlands stand-upcomedian en cabaretier
- 1982 - Jan Čelůstka, Tsjechisch triatleet
- 1982 - Deborah De Ridder, Belgisch actrice, zangeres en danseres
- 1982 - Florian Handke, Duits schaker
- 1983 - Dagoberto Pelentier, Braziliaans voetballer
- 1984 - Olaf van Andel, Nederlands roeier
- 1984 - Manuel Huerta, Puerto Ricaans triatleet
- 1984 - Piotr Trochowski, Pools-Duits voetballer
- 1985 - Jakob Fuglsang, Deens wielrenner
- 1985 - Laureano Sanabria Ruiz, Spaans voetballer
- 1986 - Job Bulters, Nederlands voetbaldoelman
- 1986 - Ardalan Esmaili, Iraans-Zweeds acteur
- 1986 - Daryl Gurney, Noord-Iers darter
- 1986 - Jérémy De Vriendt, Belgisch voetballer
- 1987 - Aleš Mertelj, Sloveens voetballer
- 1988 - Kayleigh Barton, Welsh voetbalster
- 1988 - Antoine Gillet, Belgisch atleet
- 1988 - Ilaria Mauro, Italiaans voetbalster
- 1988 - Qays Shayesteh, Afghaans-Nederlands voetballer
- 1988 - Dean Smith, Brits autocoureur
- 1988 - Olga Viloechina, Russisch biatlete
- 1989 - Saïd Abbou, Belgisch voetballer
- 1989 - Arianne Beckers, Nederlands atlete
- 1989 - Brigitte van den Berg, Nederlands politica
- 1989 - Jeffry Fortes, Nederlands-Kaapverdisch voetballer
- 1989 - Netsky, Belgisch dj en muziekproducent
- 1989 - Allison Stokke, Amerikaans atlete
- 1989 - Jelle Vossen, Belgisch voetballer
- 1990 - Soufiane Bouchikhi, Belgisch atleet
- 1990 - Sophie Caldwell, Amerikaans langlaufster
- 1991 - Felipe Guimarães, Braziliaans autocoureur
- 1991 - Roberto Merhi, Spaans autocoureur
- 1992 - Katarzyna Wasick, Pools zwemster
- 1994 - Jean-Paul Boëtius, Nederlands voetballer
- 1995 - Anna Klink, Duits voetbalster
- 1998 - Jordan Missig, Amerikaans autocoureur
- 1999 - Diane van Es, Nederlands atlete
- 1999 - Mick Schumacher, Duits autocoureur
- 2003 - Sergio García, Spaans motorcoureur
- 2004 - Noa Jacobus, Nederlands actrice

## Overleden

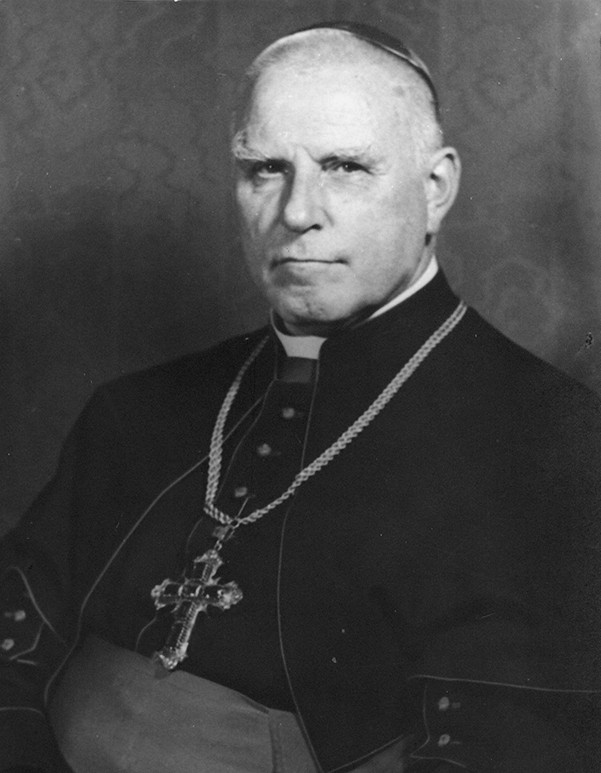
Clemens August von Galen
overleden in 1946

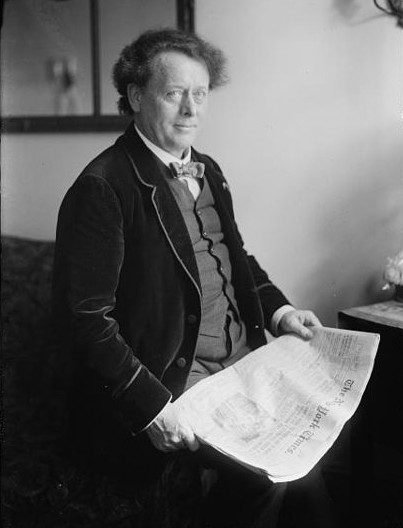
Willem Mengelberg
overleden in 1951

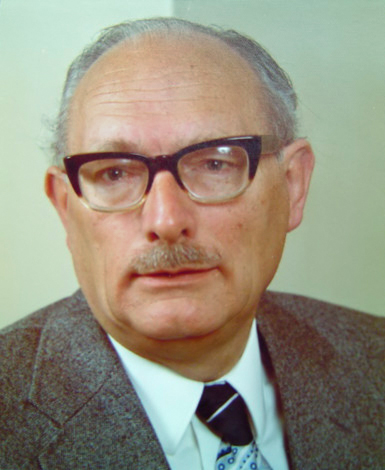
Johan van Hulst
overleden in 2018

- 1418 - Nicolas Flamel (78), Frans alchemist
- 1421 - Thomas, Hertog van Clarence (32), jongere broer van Hendrik V van Engeland
- 1471 - Paus Paulus II (54)
- 1544 - Johannes Magnus (56), Zweeds aartsbisschop en humanist
- 1687 - Jean-Baptiste Lully (54), Italiaans componist
- 1694 - Philippe Vleughels (74), Zuid-Nederlands kunstschilder
- 1772 - John Canton (53), Brits natuurkundige
- 1832 - Johann Wolfgang von Goethe (82), Duits schrijver, wetenschapper en filosoof
- 1922 - Louis-Antoine Ranvier (86), Frans patholoog
- 1935 - Alexander Moisi (55), Albanees acteur
- 1946 - Clemens August von Galen (68), Duits zalige, kardinaal-bisschop van Münster
- 1947 - Arturo Martini (57), Italiaans beeldhouwer
- 1950 - Emmanuel Mounier (44), Frans filosoof
- 1951 - Willem Mengelberg (79), Nederlands dirigent
- 1952 - Uncle Dave Macon (81), Amerikaans zanger, banjospeler, songwriter en entertainer
- 1965 - Daniel Romualdez (57), Filipijns politicus
- 1979 - Gerard Desmet (72), Belgisch wielrenner
- 1982 - Pericle Felici (70), Italiaans curiekardinaal
- 1986 - Michele Sindona (65), Italiaans advocaat, bankier en crimineel
- 1988 - Albert Benz (60), Zwitsers componist en dirigent
- 1988 - André Saeys (77), Belgisch voetballer
- 1991 - Adrie Lasterie (47), Nederlands zwemster
- 1992 - Jos Van Eynde (85), Belgisch politicus
- 1994 - Dan Hartman (43), Amerikaans muzikant, componist en muziekproducer
- 2001 - Sabiha Gökçen (88), Turks militair
- 2001 - William Hanna (90), Amerikaans producent, regisseur en tekenaar van tekenfilms
- 2001 - Toby Wing (85), Amerikaans actrice
- 2004 - Ahmad Yassin (±67), Palestijns leider van Hamas
- 2006 - Ria Beckers (67), Nederlands politica en bestuurder
- 2007 - Nisar Bazmi (82), Pakistaans componist
- 2007 - Genia Walaschek (90), Zwitsers voetballer en voetbaltrainer
- 2008 - Cachao López (89), Cubaans mambomuzikant
- 2009 - Awilda Carbia (71), Puerto Ricaans actrice
- 2009 - Jade Goody (27), Brits deelneemster aan Big Brother
- 2010 - James Whyte Black (85), Schots farmacoloog en Nobelprijswinnaar
- 2010 - Valentina Tolkoenova (63), Russisch zangeres
- 2011 - Hans Boskamp (78), Nederlands acteur, zanger en voetballer
- 2011 - Bert Heemskerk (67), Nederlands bestuursvoorzitter van de Rabobank (2002-2009)
- 2011 - Ad Hoeymans (76), Nederlands acteur
- 2013 - Bebo Valdés (94), Cubaans pianist
- 2013 - Aya Zikken (93), Nederlands schrijfster
- 2014 - Fernand De Clerck (81), Belgisch voetbalbestuurder
- 2014 - Patrice Wymore (87), Amerikaans actrice
- 2015 - Marc Leemans (89), Belgisch acteur
- 2017 - Pete Hamilton (74), Amerikaans autocoureur
- 2017 - Tomás Milián (84), Cubaans acteur
- 2017 - Agustí Montal Costa (82), Spaans voetbalbestuurder
- 2017 - Ronnie Moran (83), Engels voetballer
- 2018 - René Houseman (64), Argentijns voetballer
- 2018 - Johan van Hulst (107), Nederlands politicus en verzetsstrijder
- 2018 - Morgana King (87), Amerikaans actrice en zangeres
- 2018 - Harry Opheij (88), Nederlands politicus
- 2019 - Frans Andriessen (89), Nederlands politicus
- 2020 - Branko Cikatić (64), Kroatisch kickbokser
- 2021 - Elgin Baylor (86), Amerikaans basketballer
- 2021 - Johnny Dumfries (62), Brits autocoureur
- 2022 - Oskar Höfinger (86), Oostenrijks beeldhouwer, schilder en tekenaar
- 2023 - Vladimir Tsjoerov (70), Russisch politicus
- 2024 - Peter Flik (85), Nederlands radiomaker en verslaggever
- 2024 - Wouter Oudemans (72), Nederlands filosoof en hoogleraar
- 2025 - Xavier Le Pichon (87), Frans geofysicus
- 2025 - Rolf Schimpf (100), Duits acteur

## Viering/herdenking
- Vroegst mogelijke datum van Pasen o.a. in 1598, 1693, 1761, 1818. Eerstvolgende is in 2285
- Wereldwaterdag
- Rooms-katholieke kalender:
  - Heilige Lea van Rome († 384)
  - Heilige Oktaviaan († 484)
  - Heilige Epafroditus († 1e eeuw)
  - Heilige Basilius van Ancyra († c. 363)
  - Zalige Clemens August von Galen († 1946)
  - Zalige Hugolinus van Cortona († c. 1470)
  - Zalige Eelko van Lidlum († 1322)
  - Zalige Reinhilde van Maaseik († 745)
  - Zalige Genta van Aarschot

## Weerextremen

### Nederland
| | Officiële records | Officiële records | Officiële records |      | Landelijke records       | Landelijke records | Landelijke records |
| Gebeurtenis | Jaar              | Extreem           | Locatie           | Jaar | Extreem                  | Locatie            | |
| --- | ----------------- | ----------------- | ----------------- | ---- | ------------------------ | ------------------ | --- |
| Laagste etmaalgemiddelde temperatuur (°C) | 1958              | −2,2              | De Bilt           |      | 1958                     | −3,0               | Deelen, Eelde |
| Hoogste etmaalgemiddelde temperatuur (°C) | 1936              | 13,6              | De Bilt           |      | 1936                     | 13,6               | De Bilt |
| Laagste minimumtemperatuur (°C) | 1958              | −5,6              | De Bilt           |      | 1958                     | −7,2               | Deelen |
| Hoogste minimumtemperatuur (°C) | 2023              | 9,2               | De Bilt           |      | 2023                     | 9,9                | Woensdrecht |
| Laagste maximumtemperatuur (°C) | 1958              | 1,7               | De Bilt           |      | 1958                     | 0,0                | Eelde |
| Hoogste maximumtemperatuur (°C) | 2022              | 19,6              | De Bilt           |      | 1938                     | 20,6               | Maastricht |
| Hoogste uurgemiddelde windsnelheid (m/s) | 1912              | 14,9              | De Bilt           |      | 1981                     | 22,6               | Vlissingen |
| Hoogste windstoot (m/s) | 1951, 1983        | 22,1              | De Bilt           |      | 2008                     | 37,0               | Vlakte van De Raan |
| Langste zonneschijnduur (uur) | 2020              | 11,3              | De Bilt           |      | 1995 2003 2011 2012 2020 | 11,5               | Maastricht, Vlissingen Deelen Leeuwarden Eindhoven, Gilze-Rijen, Volkel Arcen, De Kooy, Eelde, Hoogeveen, Hoorn Terschelling, Lauwersoog, Nieuw Beerta, Volkel, Wilhelminadorp |
| Langste neerslagduur (uur) | 1946              | 19,9              | De Bilt           |      | 1946                     | 19,9               | De Bilt |
| Hoogste etmaalsom van de neerslag (mm) | 1946              | 39,1              | De Bilt           |      | 1946                     | 39,1               | De Bilt |
| Laagste etmaalgemiddelde relatieve vochtigheid (%) | 1932              | 48                | De Bilt           |      | 1938                     | 40                 | Maastricht |
| Laagste uurwaarde luchtdruk op zeeniveau (hPa) | 2008              | 982,0             | De Bilt           |      | 2008                     | 981,6              | Hoek van Holland, Rotterdam |
| Hoogste uurwaarde luchtdruk op zeeniveau (hPa) | 2011              | 1040,0            | De Bilt           |      | 2011                     | 1040,5             | De Kooy |
| Officiële records worden altijd gemeten op het KNMI-weerstation in De Bilt. Landelijke records kunnen worden gemeten op elk officieel KNMI-weerstation in Nederland. |                   |                   |                   |      |                          |                    | |

Uitzonderlijke gebeurtenissen
- 1903 - Eerste officiële zachte dag van het jaar (maximumtemperatuur ≥ 15 °C in De Bilt)
- 1903 - Eerste landelijke zachte dag van het jaar gemeten in De Bilt (maximumtemperatuur ≥ 15 °C op een officieel weerstation)
- 1911 - Eerste officiële zachte dag van het jaar (maximumtemperatuur ≥ 15 °C in De Bilt)
- 1913 - Eerste landelijke zachte dag van het jaar gemeten in Maastricht (maximumtemperatuur ≥ 15 °C op een officieel weerstation)
- 1915 - Eerste landelijke zachte dag van het jaar gemeten in Maastricht (maximumtemperatuur ≥ 15 °C op een officieel weerstation)
- 1936 - Eerste landelijke warme dag van het jaar gemeten in Eelde (maximumtemperatuur ≥ 20 °C op een officieel weerstation)
- 1936 - Landelijk hoogste maximumtemperatuur in °C van maart dit jaar gemeten in 's Heerenberg: 21,8[10][a]
- 1945 - Eerste officiële zachte dag van het jaar (maximumtemperatuur ≥ 15 °C in De Bilt)
- 1946 - Officieel maandrecord hoogste etmaalsom van de neerslag in mm van maart gemeten in De Bilt: 39,1
- 1946 - Landelijk maandrecord hoogste etmaalsom van de neerslag in mm van maart gemeten in De Bilt: 39,1
- 2000 - Eerste officiële zachte dag van het jaar (maximumtemperatuur ≥ 15 °C in De Bilt)
- 2000 - Eerste landelijke zachte dag van het jaar gemeten in Arcen, Cabauw, De Bilt, Deelen, Eindhoven, Ell, Gilze-Rijen, Herwijnen, Hupsel, Maastricht, Rotterdam, Soesterberg, Twenthe, Volkel, Westdorpe, Wilhelminadorp en Woensdrecht (maximumtemperatuur ≥ 15 °C op een officieel weerstation)
- 2022 - Eerste landelijke warme dag van het jaar gemeten in Eelde en Westdorpe (maximumtemperatuur ≥ 20 °C op een officieel weerstation)

### België
Dagrecords
- 1837 - Laagste etmaalgemiddelde temperatuur −3,2 °C
- 1929 - Hoogste etmaalgemiddelde temperatuur 15 °C
- 1837 - Laagste minimumtemperatuur −6,7 °C
- 1945 - Hoogste maximumtemperatuur 22,3 °C
- 1939 - Hoogste etmaalsom van de neerslag 14 mm

Uitzonderlijke gebeurtenissen
- 1978 - Sneeuwlaag met een dikte van maximum 30 centimeter in Hoge Venen.

<< · 1 · 2 · 3 · 4 · 5 · 6 · 7 · 8 · 9 · 10 · 11 · 12 · 13 · 14 · 15 · 16 · 17 · 18 · 19 · 20 · 21 · 22 · 23 · 24 · 25 · 26 · 27 · 28 · 29 · 30 · 31 · >>